# Poi Dog Pondering
I Poi Dog Pondering sono un gruppo alternative rock statunitense attivo dal 1985 e il cui stile musicale spazia dal folk acustico alla musica elettronica.
Il gruppo si è formato nel 1985 alle Hawaii per poi spostarsi nel 1987 ad Austin in Texas, dove hanno pubblicato i primi tre album per la Columbia/Sony e poi nel 1992 si sono trasferiti a Chicago dove hanno aggiunto al loro suono elementi di house music.
La formazione che ruota attorno al chitarrista e cantante Frank Orrall, alla violinista Susan Voelz, all'organista Dave Max Crawford ed al polistrumentista John Nelson, unici membri fissi ha avuto numerosi cambi. In alcuni periodi era composta da oltre dieci elementi.

## Discografia

### Album in studio
- Poi Dog Pondering (1988)
- Wishing Like a Mountain and Thinking Like the Sea (1990)
- Volo Volo (1992)
- Pomegranate (1995)
- Natural Thing (1999)
- In Seed Comes Fruit (2003)
- 7 (2008)
- Audio Love Letter (2011)

### EP/remix
- Fruitless (EP) (1990)
- Palm Fabric Orchestra (1994)
- Electrique Plummagram (Re-Mix Album) (1996)
- That's the Way Love Is (Re-Mix EP) (1999)

### Album live
- Liquid White Light (1997)
- Soul Sonic Orchestra (2000)
- Live at Metro Chicago (4 CD set, con DVD, 12-21-2012[2])

### Raccolte
- Sweeping Up the Cutting Room Floor (2001)
- The Best of Poi Dog Pondering (The Austin Years) (2005)

## Videografia

### DVD
- Audio Visivo (2004)
- Live at Metro Chicago (2 DVD set, paired with CD release, 12-21-2012[2])